# Стеншев
Стеншев (пол. Stęszew)  —  город  в Польше, входит в Великопольское воеводство,  Познанский повят.  Имеет статус городско-сельской гмины. Занимает площадь 5,63 км². Население 5248 человек (на 2004 год).